# Новомыльск
Новомыльск (укр. Новомильськ) — село в Здолбуновской городской общине Ровненского района Ровненской области Украины.
До 2020 года входило в Здолбуновский район.
Население по переписи 2001 года составляло 845 человек. Почтовый индекс — 35706. Телефонный код — 3652. Код КОАТУУ — 5622682803.